# Wallamanovi slapovi
Wallamanovi slapovi u Nacionalnom parku Girringun (Vlažni tropi Queenslanda) u australskoj državi Queensland, visine 268 metara, najviši su vodopad u Australiji. Potok Stony Creek formira ovaj vodopad svojim poniranjem preko litice u klanac rijeke Herbert.
Potok teče kroz prašumu isprepletenog drveća i grmlja, niz blagu padinu. Spušta se kroz klanac dok ne dođe do litice niz koju se obrušava. Stony Creek jedan je od brojnih potoka koji izviru u obalnom gorju sjevernog Queenslanda i teku niz rub visoravni do klanca rijeke Herbert, koja se na kraju svog toka ulijeva u Koraljno more. Ovo je australski predio najbogatiji florom i faunom; tu živi više životinjskih vrsta nego bilo gdje drugdje na kontinentu. Neke od njih su: oposum, australska zelena gatalinka (Litoria), piton, kazuar te čudnovati kljunaš.

## Vanjske poveznice
- Queensland Environmental Protection Agency, Wallaman Falls  Arhivirana inačica izvorne stranice od 25. svibnja 2009. (Wayback Machine) (engl.)
- Nacionalni park Lumholtz  Arhivirana inačica izvorne stranice od 6. siječnja 2009. (Wayback Machine) (engl.)